# 肖黎声
肖黎声（1945年9月—），山西稷山人，汉族，中华人民共和国政治人物，中国国民党革命委员会中央委员会常务委员，内蒙古自治区政协副主席，第十一届全国人民代表大会内蒙古地区代表。

## 生平
毕业于内蒙古师范学院音乐专业。2008年起担任全国人大代表。